# Colpo basso
Colpo basso è un'espressione mutuata dal pugilato per indicare un colpo diretto "sotto la cintura" dei pantaloncini del pugile. Il colpo basso rappresenta una scorrettezza nel pugilato ed è punibile con richiami e squalifica. Il divieto di portare colpi sotto la cintura fu introdotto nel regolamento della boxe già nella prima metà del XIX secolo.

## Pugilato
Un colpo inferto sotto la cintura risulta potenzialmente pericoloso interessando gli organi genitali (testicoli nell'uomo e vulva nella donna) e comporta spesso per gli uomini l'incapacità di proseguire il combattimento. I pugili uomini e altri atleti maschi impegnati in sport di contatto sono pertanto obbligati dai regolamenti a indossare le necessarie protezioni per i testicoli, che devono rispondere a precisi requisiti tecnici. Per le donne l'utilizzo di protezioni non è obbligatorio.
L'espressione "colpo basso", oltre a indicare colpi indirizzati ai genitali (in genere è utilizzato per quelli maschili, a causa del dolore devastante che un "colpo basso" provoca agli uomini), indica per traslato qualunque azione scorretta, deprecabile e inaspettata ai danni di qualcuno oppure un'azione scorretta per avere facilmente la meglio su un avversario.

## Wrestling
Nel wrestling si utilizza la corrispondente espressione inglese low blow.
Proprio nel wrestling, questa mossa è divenuta molto "popolare", specialmente negli ambienti del "wrestling erotico". In particolar modo nel wrestling femminile, questa mossa viene utilizzata per mettere al tappeto lo sfidante.